# Gazeta literária
Gazeta literária ou Noticia Exacta dos Principaes Escriptos Modernos, conforme a Analysis, que deles fazem os melhores Críticos, e Diaristas da Europa começou por ser impressa no Porto em julho de 1761, passou pouco depois para Lisboa em outubro do mesmo ano e terminou alguns meses mais tarde, em junho do ano seguinte. Foi alma desta  gazeta o jovem padre de ideias iluministas Francisco Bernardo de Lima, que na sua Gazeta Literária mantém o público culto português ao corrente das principais obras sobre literatura, artes e ciência publicadas então na Europa, de que faz críticas inteligentes e bem informadas.